# Jürgen Habermas
Jürgen Habermas (IPA: [ˈjʏrɡn̩ ˈhaːbɐmaːs]; Düsseldorf, 18 giugno 1929) è un filosofo, sociologo, politologo ed epistemologo tedesco, tra i principali esponenti della Scuola di Francoforte (culla della teoria critica).
Nei suoi scritti occupano una posizione centrale le tematiche epistemologiche inerenti alla fondazione delle scienze sociali reinterpretate alla luce della "svolta linguistica" della filosofia contemporanea; l'analisi delle società industriali nel capitalismo maturo; il ruolo delle istituzioni in una nuova prospettiva dialogico-emancipativa in relazione alla crisi di legittimità che mina alla base le democrazie contemporanee e i meccanismi di formazione del consenso.
La sua elaborazione filosofica lo ha visto sempre impegnato nella critica del metodo del conoscere oggettivante. Questo lo ha condotto sulla via della fondazione di una nuova ragione comunicativa, che egli ritiene possa liberare l'umanità dal principio di autorità; considera solo il paradigma conoscitivo intersoggettivo quale elemento fondativo di una nuova ragione comunicativa che possa andare al di là di un astratto paradigma della soggettività, di cui peraltro sollecita l'abbandono.

## Biografia
Nato con una palatoschisi, subì due interventi chirurgici correttivi durante l'infanzia. Egli afferma che  le difficoltà incontrate nella comunicazione verbale dovute a questa condizione  lo abbiano reso particolarmente sensibile al tema della comunicazione.
Habermas ha vissuto fino al conseguimento del diploma di maturità a Gummersbach, dove suo padre Ernst dirigeva la sede locale della Camera di Commercio e dell'Industria di Colonia. Ha studiato a Gottinga (1949/50), Zurigo (1950/51) e Bonn (1951-54) dove nel 1954 consegue il dottorato in filosofia con una tesi dal titolo: "L'Assoluto e la storia. Sull'ambivalenza nel pensiero di Schelling" (Das Absolute und die Geschichte. Von der Zwiespältigkeit in Schellings Denken).
Ottiene l'abilitazione nel 1961 a Marburgo con lo scritto 'Mutamenti di struttura dell'opinione pubblica. Ricerche su una categoria della società borghese' (Strukturwandel der Öffentlichkeit. Untersuchungen zu einer Kategorie der bürgerlichen Gesellschaft), pubblicato successivamente in Italia come 'Storia e critica dell'opinione pubblica'. Da quel momento inizia una straordinaria carriera come professore di filosofia all'Università di Heidelberg, dove insegna fino al 1964. Come suoi maestri Habermas indica Erich Rothacker, Oskar Becker, Nicolai Hartmann, Wilhelm Keller, Theodor Litt, Johannes Thyssen e Hermann Wein.
Dal 1964 al 1971 Habermas è stato professore di filosofia e sociologia all'Università Goethe di Francoforte. Nel 1971 si trasferisce a Starnberg nei pressi di Monaco, dove insieme a Carl Friedrich von Weizsäcker guida il "Max-Planck-Institut per la ricerca delle condizioni vitali del mondo tecnico scientifico". Nel 1981 pubblica il suo lavoro più importante, Teoria dell'agire comunicativo (Theorie des kommunikativen Handelns, vol. 1: Handlungsrationalität und gesellschaftliche Rationalisierung, vol. 2: Zur Kritik der funktionalistischen Vernunft), nel quale si confronta con George Herbert Mead, Max Weber, Émile Durkheim e Talcott Parsons.
Nel 1983 torna a Francoforte dove gli viene assegnata la cattedra di filosofia con specializzazione in filosofia sociale e filosofia della storia e nel 1994 viene nominato Professore Emerito. Dal 1983 Habermas è curatore della rivista mensile di scienze politiche "Blätter für deutsche und internationale Politik". Nel 2001 è stato insignito del premio per la pace delle "Librerie Tedesche", nel 2003 gli è stato consegnato il "Premio Principe delle Asturie", nel 2004 riceve il "Premio Kyōto" per la carriera, uno dei riconoscimenti attuali più significativi per la cultura e la scienza.
Habermas appartiene alla seconda generazione della "Scuola di Francoforte" (Teoria critica neomarxista e dialettica). La sua opera principale è la Teoria dell'agire comunicativo nella quale elabora il concetto di una comunicazione libera da rapporti di potere. I critici accusano Habermas di aver fatto della Teoria Critica, che aveva inizialmente come obiettivo la critica radicale dei rapporti di potere, una teoria apertamente a giustificazione dello Stato.

## Sistema eLebenswelt

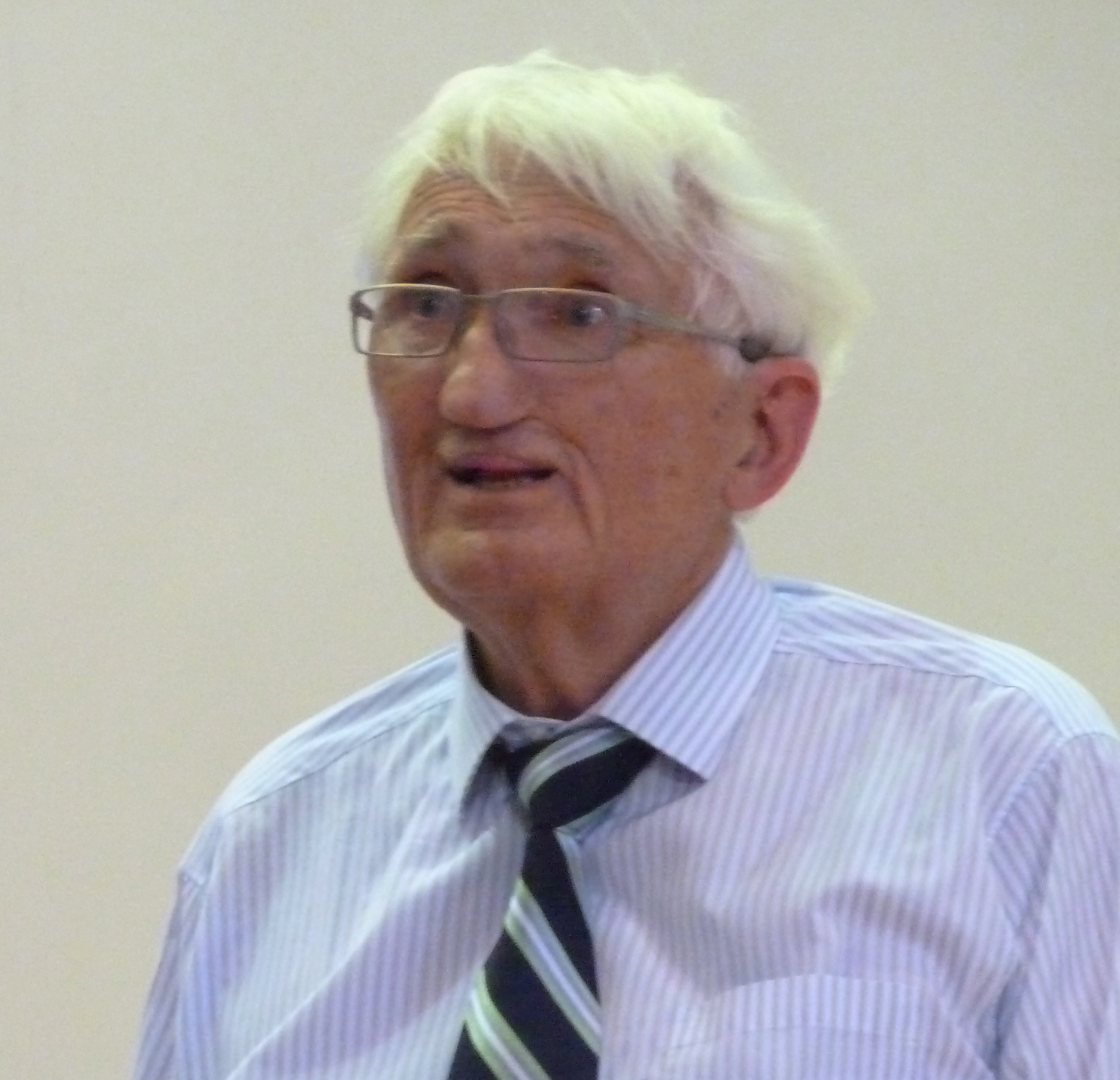
Habermas nel 2011

La teoria habermasiana contiene una logica dei livelli di sviluppo dell'umanità. Si possono distinguere tre livelli di sviluppo. Si può affermare che tanto più il "sistema" si forma differenziando se stesso e aumentando la propria complessità tanto maggiore sarà la colonizzazione della Lebenswelt ("mondo vitale") da parte del "sistema", e tanto più gli uomini interiorizzeranno le imposizioni eteronome e sociali come imposizioni autonome individuali – nel senso indicato da Norbert Elias.
1. Società tradizionali, sono quelle nelle quali la Lebenswelt non si è ancora separata dal "Sistema". Questo significa che le società si riproducono secondo delle modalità nelle quali per esempio la divisione del lavoro non è particolarmente avanzata.
2. Nel secondo livello, che dal punto di vista storico va dalla riforma protestante fino all'industrializzazione, il "Sistema" si sviluppa al di fuori della Lebenswelt. Con "Sistema" Habermas intende contemporaneamente sia lo stato burocratico che il mercato[3]. "Potere" e "Denaro" sono i media (in senso cibernetico da intendere come mezzi di controllo) di controllo del "Sistema" che costringono le persone a seguire una determinata logica di azione. Questa sovrapposizione del "Sistema" alla Lebenswelt viene indicata da Habermas come processo di "Colonializzazione" della stessa Lebenswelt.
3. Nel terzo livello secondo Habermas i conflitti tra "Sistema" e Lebenswelt emergono chiaramente: "Oggi gli imperativi economici e amministrativi trasmessi attraverso il potere e il denaro si introducono, in altri ambiti che in un certo qual modo vengono danneggiati se si rimpiazza l'agire orientato all'intesa (agire comunicativo) con queste interazioni orientate in modo strategico (agire strumentale) dai media del potere e denaro". Habermas si riferisce in questo caso alle Società Industriali.

## Etica del discorso
Habermas è noto innanzitutto per aver elaborato insieme a Karl-Otto Apel l'"etica del discorso" (Diskursethik) nella quale appoggiandosi alla struttura etica di una situazione dialogica ideale fa riferimento alla teoria degli atti linguistici per definire le condizioni preliminari del "discorso" (Diskurs) libero da condizionamenti. Il titolo originale dell'opera è Moralbewußtsein und kommunikatives Handeln (1983), tradotto in italiano con Etica del discorso (1985).
La teoria pragmatica del linguaggio prende in considerazione il rapporto tra il linguaggio e il soggetto che ne fa uso, studia le condizioni universali e necessarie che stanno alla base di ogni possibile comunicazione linguistica volta all'intesa. Chi partecipa alla conversazione ha pretese universali di correttezza, verità, veridicità, comprensibilità: basta che una di queste pretese non sia soddisfatta perché l'intesa tra gli interlocutori non abbia luogo e venga meno la possibilità di una discussione razionale (Diskurs). Queste regole implicano che la comunicazione avvenga tra esseri uguali e liberi da condizionamenti esterni o interni (democrazia). Tali istanze hanno valore logico e portata etica.
L'etica del discorso (Diskursethik) si configura come: 
- Cognitivistica: i desideri morali nascono dalla ragione comunicativa incarnata nel linguaggio.
- Deontologica, difende il carattere vincolante dei principi etici facendo riferimento ai principi dell'agire
- Formalistica, non stabilisce norme specifiche ma solo principi procedurali
- Universalistica e postconvenzionale
- Postkantiana
- Della responsabilità: (Hans Jonas) attenta alle conseguenze dell'agire (qui differisce da Kant: l'etica di Kant è individuale, quella di Habermas è collettiva. Principio di universalizzazione)

## Comunicazione e '68
Habermas, recependo la caratteristica di "partecipazione" nei movimenti del '68, ha proposto i lineamenti fondamentali di una "teoria discorsiva" della morale e della politica.
Il discorso pubblico si pone come modello di un "agire comunicativo" che egli oppone all' "agire strumentale" sulla scia dei maestri francofortesi Horkheimer e Adorno.
L'agire strumentale sembra organizzato dalle logiche della tecnica e del dominio; l'agire comunicativo indica la possibilità di un'unione sociale non coercitiva, basata sul criterio di riconoscimento intersoggettivo non violento, orientato all'intesa.

## Diritto
In campo giuridico Habermas studiò, nell'opera Fatti e norme, la democrazia deliberativa.

## Opere
- Das Absolute und die Geschichte. Von der Zwiespältigkeit in Schellings Denken (tesi), Bonn 1954.
- Student und Politik. Eine soziologische Untersuchung zum politischen Bewußtsein Frankfurter Studenten (con Ludwig von Friedburg, Christoph Oehler e Friedrich Weltz), Neuwied 1961.
- Strukturwandel der Öffentlichkeit. Untersuchungen zu einer Kategorie der bürgerlichen Gesellschaft (Habil.), Neuwied 1962 (nuova ed.: Frankfurt a.M. 1990). ISBN 3-518-28491-6
  - trad. di Augusto Illuminati, Ferruccio Masini e Wanda Perretta, Storia e critica dell'opinione pubblica, Laterza, Bari 1971 ISBN 88-420-2414-7; n. ed. a cura di Mario Carpitella, 2002 ISBN 88-420-6674-5
- Erkenntnis und Interesse, Frankfurt a.M. 1968. ISBN 3-518-06731-1
  - trad. di Gian Enrico Rusconi, Conoscenza e interesse, Laterza, Bari 1970; n. ed. 1983 ISBN 978-88-420-3613-5
- Technik und Wissenschaft als 'Ideologie' , Frankfurt a.M. 1968. ISBN 3-518-10287-7
  - trad. parz. di Maria Grazia Meriggi, Lavoro e interazione, Feltrinelli, Milano 1975 (Arbeit und Interaktion)
- Protestbewegung und Hochschulreform, Frankfurt a.M. 1969.
- Zur Logik der Sozialwissenschaften, Tübingen 1970 (rev. 1982). ISBN 3-518-28117-8
  - trad. di Gabriele Bonazzi, Logica delle scienze sociali, Il Mulino, Bologna 1970; n. ed. a cura di Enzo Melandri, 1980
- Theorie der Gesellschaft oder Sozialtechnologie. Was leistet die Systemforschung? (con Niklas Luhmann), Frankfurt a.M. 1971.
  - trad. parz. di Alberto Gajano, Prassi politica e teoria critica della società, Il Mulino, Bologna 1973 (Theorie und Praxis, 1963)
  - trad. di Carlo Donolo, Teoria e prassi nella società tecnologica, Laterza, Bari, 1969
  - trad. di Riccardo Di Corato, Teoria della società o tecnologia sociale, Etas Kompass, Milano 1973
- Philosophisch-politische Profile, Frankfurt a.M. 1971
  - trad. di Leonardo Ceppa, Profili politico-filosofici, Guerini, Milano 2000 ISBN 88-8335-096-0
- Legitimationsprobleme im Spätkapitalismus, Frankfurt a.M. 1973. ISBN 3-518-10623-6
  - trad. di Giorgio Backhaus, La crisi della razionalità nel capitalismo maturo, Laterza, Bari 1975
- Kultur und Kritik. Verstreute Aufsätze, Frankfurt a.M. 1973
  - trad. Nicola Paoli e Saverio Vertone, Cultura e critica, Einaudi, Torino 1980
- Zur Rekonstruktion des Historischen Materialismus, Frankfurt a.M. 1976. ISBN 3-518-27754-5
  - trad. di Furio Cerutti, Per la ricostruzione del materialismo storico, Etas, Milano 1979
- Das Erbe Hegels, 1979
  - trad. di Roberto Racinaro, L'eredità di Hegel, Liguori, Napoli 1988 (con uno scritto di Hans-Georg Gadamer) ISBN 88-207-1656-9
- Theorie des kommunikativen Handelns (vol. 1: Handlungsrationalität und gesellschaftliche Rationalisierung, vol. 2: Zur Kritik der funktionalistischen Vernunft), Frankfurt a.M. 1981. ISBN 3-518-28775-3
  - trad. parz. di Gian Enrico Rusconi, Agire comunicativo e logica delle scienze sociali, Il Mulino, Bologna 1980
  - trad. di Paola Rinaudo, Teoria dell'agire comunicativo, a cura di Gian Enrico Rusconi, 2 voll. (1. Razionalità nell'azione e razionalizzazione sociale; 2. Critica della ragione funzionalistica), Il Mulino, Bologna 1986, n. ed. ISBN 88-15-06159-2 ISBN 88-15-06210-6
- Kleine politische Schriften I-IV, Frankfurt a.M. 1981 ISBN 978-3-518-06560-0
- Moralbewußtsein und kommunikatives Handeln, Frankfurt a.M. 1983. ISBN 3-518-28022-8
  - trad. di Emilio Agazzi, Etica del discorso, Laterza, Bari-Roma 1985 ISBN 978-88-420-3328-8
- Vorstudien und Erganzungen zur Theorie des kommunikativen Handelns, Frankfurt a.M. 1984
  - trad. di Silvana Cirrone, Comunicazione e scienze sociali, Latessa, Catania 1996
- Die neue Unübersichtlichkeit. Kleine Politische Schriften V, Frankfurt a.M. 1985. ISBN 978-3-518-11321-9
  - trad. di Alfio Mastropaolo, La nuova oscurità. Crisi dello Stato sociale ed esaurimento delle utopie, Edizioni Lavoro, Roma 1998 ISBN 978-88-7910-817-1
- Die Dialektik der Rationalisierung. Kleine Politische Schriften V, Frankfurt a.M. 1985 ISBN 978-3-518-11453-7
  - trad. di Emilio Agazzi, Dialettica della razionalizzazione, Unicopli, Milano 1983 ISBN 88-7061-769-6
- Der philosophische Diskurs der Moderne, Frankfurt a.M. 1985
  - trad. di Emilio Agazzi e Elena Agazzi, Il discorso filosofico della modernità. Dodici lezioni, Laterza, Bari-Roma 1987 ISBN 88-420-2940-8
- Eine Art Schadensabwicklung. Kleine Politische Schriften VI, Frankfurt a.M. 1987
- Nachmetaphysisches Denken, Frankfurt a.M. 1988 (con Aufsätze und Repliken, 2012)
  - trad. Marina Calloni, Il pensiero post-metafisico, Laterza, Bari-Roma 1991 ISBN 88-420-3786-9
- Die nachholende Revolution. Kleine Politische Schriften VII, Frankfurt a.M. 1990
  - trad. di Mauro Protti, La rivoluzione in corso, Feltrinelli, Milano 1990 ISBN 88-07-08096-6
- Vergangenheit als Zukunft (intervista di Michael Haller), Zürich 1990
  - trad. di Walter Privitera, Dopo l'utopia, Marsilio, Venezia 1992 ISBN 88-317-5592-7
- Texte und Kontexte, Frankfurt a.M. 1991
  - trad. di Ettore Rocca, Testi filosofici e contesti storici, Laterza, Roma-Bari 1993 ISBN 88-420-4271-4
- Faktizität und Geltung. Beiträge zur Diskurstheorie des Rechts und des demokratischen Rechtsstaates, Frankfurt a.M. 1992. ISBN 3-518-28961-6
  - trad. parz. di Leonardo Ceppa, Morale, diritto, politica, Einaudi, Torino 1992 ISBN 88-06-12933-3; Ed. di Comunità, Torino 2001 ISBN 88-245-0620-8
  - trad. di Leonardo Ceppa, Fatti e norme. Contributi a una teoria discorsiva del diritto e della democrazia, Guerini, Milano 1996 ISBN 88-7802-667-0; Laterza, Roma-Bari 2013 ISBN 978-88-581-0512-2
  - trad. di Leonardo Ceppa, Solidarietà tra estranei. Interventi su "Fatti e norme", Guerini, Milano 1997 ISBN 88-7802-804-5
- Die Normalität einer Berliner Republik. Kleine Politische Schriften VIII, Frankfurt a.M. 1995 ISBN 978-3-518-11967-9
- Die Einbeziehung des Anderen. Studien zur politischen Theorie, Frankfurt a.M. 1996. ISBN 3-518-29044-4
  - trad. di Vinci-Enzo Tota e Pina Plantamura, Teoria della morale, Laterza, Roma-Bari 1994 ISBN 88-420-4522-5
  - trad. di Leonardo Ceppa, L'inclusione dell'altro. Studi di teoria politica, Feltrinelli, Milano 1998 ISBN 88-07-10245-5; n. ed. 2008 ISBN 978-88-07-88239-5
- Vom sinnlichen Eindruck zum symbolischen Ausdruck. Philosophische Essays, Frankfurt a.M. 1997. ISBN 3-518-22233-3
  - trad. di Carlo Mainoldi, Dall'impressione sensibile all'espressione simbolica. Saggi filosofici, Laterza, Roma-Bari 2009 ISBN 978-88-420-8758-8
- Kampf um Anerkennung im demokratischen Rechtsstaat, Frankfurt a.M. 1998
  - trad. di Leonardo Ceppa, Multiculturalismo. Lotte per il riconoscimento, Feltrinelli, Milano 1998 (con uno scritto di Charles Taylor) ISBN 978-88-07-47020-2; n. ed. 2008 ISBN 978-88-07-72071-0
- Die postnatioale Konstellation. Politische essays, Frankfurt a.M. 1999
  - La costellazione postnazionale. Mercato globale, nazioni e democrazia, a cura di Leonardo Ceppa, Feltrinelli, Milano 1999 ISBN 88-07-10277-3
- Wahrheit und Rechtfertigung. Philosophische Aufsätze, Frankfurt a.M. 1999
  - trad. di Mario Carpitella, Verità e giustificazione. Saggi filosofici, Laterza, Roma-Bari 2001 ISBN 88-420-6414-9
- Zeit der Übergänge. Kleine Politische Schriften IX, Frankfurt a.M., 2001
  - trad. di Leonardo Ceppa, Tempo di passaggi, Feltrinelli, Milano 2004 ISBN 88-07-10376-1
- Die Zukunft der menschlichen Natur. Auf dem Weg zu einer liberalen Eugenetik?, Frankfurt a.M. 2001
  - trad. di Leonardo Ceppa, Il futuro della natura umana. I rischi di una genetica liberale, Einaudi, Torino 2002 ISBN 978-88-06-16372-3; n. ed. 2010 ISBN 978-88-06-20603-1
- Philosophy in a Time of Terror, Chicago 2003
  - Filosofia del terrore. Dialoghi con Jürgen Habermas e Jacques Derrida, a cura di Giovanna Borradori, Laterza, Roma-Bari 2003 ISBN 88-420-6831-4
- Der gespaltene Westen. Kleine Politische Schriften X, Frankfurt a.M. 2004
  - trad. di Mario Carpitella, L'Occidente diviso, Laterza, Roma-Bari 2005 ISBN 978-88-420-8230-9
- Vorpolitische moralische Grundlagen eines freiheitlichen Staates, Freiburg im Breisgau, 2005
  - Etica, religione e Stato liberale (con Joseph Ratzinger), a cura di Michele Nicoletti, premessa di Florian Schüller, Morcelliana, Brescia 2005 ISBN 88-372-2058-8
- Was die Welt zusammenhält, Frankfurt a.M. 2005
  - trad. di Giancarlo Bosetti, Ragione e fede in dialogo (con Joseph Ratzinger), Marsilio, Venezia 2005 ISBN 88-317-8783-7
- Zwischen Naturalismus und Religion. Philosophische Aufsätze, Frankfurt a.M. 2005
  - trad. parz. di Mario Carpitella, Tra scienza e fede, Laterza, Roma-Bari 2006 ISBN 978-88-420-8638-3
  - trad. parz. di Mario Carpitella, La condizione intersoggettiva, Laterza, Roma-Bari 2007 ISBN 978-88-420-8367-2
- Ach, Europa. Kleine Politische Schriften XI, Frankfurt a.M. 2008
  - trad. di Carlo Mainoldi, Il ruolo dell'intellettuale e la causa dell'Europa. Saggi, Laterza, Roma-Bari, 2011 ISBN 978-88-420-8892-9
- Philosophische Texte: Studienausgabe in fünf Bänden, Frankfurt a.M. 2009 (1. Sprachtheoretische Grundlegung der Soziologie ISBN 978-3-518-58526-9; 2. Rationalitäts- und Sprachtheorie ISBN 978-3-518-58527-6; 3. Diskursethik ISBN 978-3-518-58528-3; 4. Politische Theorie ISBN 978-3-518-58529-0; 5. Kritik der Vernunft ISBN 978-3-518-58530-6)
- Zur Verfassung Europas, Frankfurt a.M. 2011
  - trad. di Carlo Mainoldi, Questa Europa è in crisi, Laterza, Roma-Bari 2012 ISBN 978-88-420-9906-2
- Im Sog der Technokratie. Kleine Politische Schriften XII, Frankfurt a.M., 2012
- Eppure non sono un pessimista, a cura di Enrico Filippini (conversazioni), con un saggio di Giacomo Marramao, Castelvecchi, Roma 2013 ISBN 978-88-7615-996-1
- Le religioni e la politica. Espressioni di fede e decisioni pubbliche, a cura di Eduardo Mendieta (conversazione), EDB, Bologna 2013 ISBN 978-88-10-55508-8
- J. Habermas, Auch eine Geschichte der Philosophie, Band 1: Die okzidentale Konstellation von Glauben und Wissen; Band 2: Vernünftige Freiheit. Spuren des Diskurses über Glauben und Wissen, Suhrkamp Verlag, Berlin
- ed. t. a cura di L. Corchia e W. Privitera, Una storia della filosofia. Genealogia del pensiero postmetafisico. Vol. 1: Dal pensiero mitico all’età assiale, Feltrinelli, 2022; Vol. 2: La costellazione occidentale di fede e sapere Feltrinelli, 2024; Vol. 3: La libertà della ragione. Tracce del discorso su fede e sapere, Feltrinelli, 2025.

- Ein neuer Strukturwandel der Öffentlichkeit und die deliberative Politik, Berlin 2022
- trad. di L. Corchia e F. Ratti F., Nuovo mutamento della sfera pubblica e politica deliberativa, a cura e con Introduzione all’edizione italiana di M. Calloni, Raffaello Cortina Editore, Milano, 2023 ISBN 978-88-3285582-1

## Letteratura critica italiana
- Santucci A., Habermas, la teoria critica della società e le scienze sociali, in «Il Mulino», 207, 1970, pp. 95–110.
- Rusconi G.E., La proposta di razionalità politica di J. Habermas e le sue aporie, in Schmidt A. - Rusconi G.E., La scuola di Francoforte. Origine e significato attuale, Laterza, Bari 1972, pp. 179–240.
- Gozzi G., Linguaggio e ideologia in Habermas, Unicoop, Trento 1977.
- Belardinelli S., Scienza e filosofia pratica. Saggio su Jürgen Habermas, CLUEB, Urbino 1978.
- Gozzi G., Linguaggio, Stato, lavoro. J. Habermas: teoria e ideologia, La Nuova Italia Scientifica, Firenze 1980.
- Cortella L., Crisi e razionalità. Da Nietzsche a Habermas, Guida Editori, Napoli 1981.
- Giacometti M., Lavoro, interazione, ideologia. Un saggio su J. Habermas, FrancoAngeli, Milano 1982.
- Sica G., Habermas e il metodo della sociologia critica, Edizioni ETS, Pisa 1982.
- AA.VV., La Ragione emancipativa. Studi sul pensiero di Jürgen Habermas, Ila Palma, Palermo 1983.
- Ceppa L., La teoria dell'agire comunicativo in Apel e Habermas, Fondazione collegio San Carlo, Modena 1983.
- Calcaterra M.R., Ideologia e razionalità in Habermas, Gangemi, Roma 1984.
- Cunico G., Dall'ontologia alla critica: la prima svolta nel pensiero di Habermas, Marietti, Casale Monferrato 1984.
- Protti M. L'itinerario critico. Tre studi su Jürgen Habermas, FrancoAngeli, Milano 1984.
- Dal Lago A., Lo spettro della teoria, in «Rassegna Italiana di Sociologia», XXVIII, 3, 1987, pp. 443–455.
- Cunico G., Critica e ragione utopica. A confronto con Habermas e Bloch, Marietti, Genova 1988.
- De Simone A., Habermas. Le metamorfosi della razionalità e il paradosso della razionalizzazione, Milella, Lecce 1988.
- Vattimo G., Ermeneutica e teoria dell'agire comunicativo, in L. Sciolla - L. Ricolfi (ed.), Il soggetto dell'azione, FrancoAngeli, Milano 1989, pp. 233–245.
- Agazzi Elena, Dopo Francoforte. Dopo la Metafisica. Jürgen Habermas, Karl Otto Apel, Hans Georg Gadamer, Liguori editore, Napoli 1990.
- Ostinelli M. - Pedroni V. (ed.), Fondazione e critica della comunicazione. Studi su Jürgen Habermas, FrancoAngeli, Milano 1992.
- De Simone A., Tradizione e modernità. Ermeneutica, filosofia pratica e teoria politica nel primo Habermas, Quattroventi, Urbino 1993.
- Izzo A., Sociologia, teoria critica ed ermeneutica: Jürgen Habermas, in Id., Storia del pensiero sociologico, il Mulino, Bologna 1994, pp. 210–240.
- Mora E., Comunicazione e riflessività. Simmel, Habermas, Goffman, Vita e Pensiero, Milano 1994.
- Perri M.L., Il mutamento di paradigma e la “patologia sociale” in Jürgen Habermas, Transeuropa, Ancona 1994.
- Rosati M., Consenso e razionalità. Riflessioni sulla teoria dell'agire comunicativo, Armando Editore, Roma 1994.
- Bianchin M., Ragione e linguaggio. Ermeneutica, epistemologia e teoria critica in Jürgen Habermas, Guerini e associati, Milano 1995.
- De Simone A., Dalla metafora alla storia. Modelli ermeneutici e scienze umane: saggi su Ricoeur, Gadamer e Habermas, Quattroventi, Urbino 1995.
- Privitera W., Il luogo della critica. Per leggere Habermas, Rubbettino, Messina 1996.
- Giovagnoli R., Habermas: agire comunicativo e Lebenswelt, Carocci, Milano 2000.
- Petrucciani S., Introduzione a Habermas, Laterza, Roma-Bari, 2000.
- Ceppa L., Dispense habermasiane. Sommari da “Fatti e norme”, Trauben, Torino 2001.
- Dal Canton I., Conflitto e comunicazione. Per una critica di Jürgen Habermas, Edizioni Ghibli, Milano 2002.
- Caputo F., Scienza pedagogica comunicativa: Jürgen Habermas, Luigi Pellegrini Editore, Cosenza 2003.
- Petrucciani S., Modelli di filosofia politica, Einaudi, Torino 2003.
- Lecis, P., Cultura, mente, società. Habermas, Popper e le strutture dell'universo culturale, Angeli, Milano 2004
- Izzo A., Sociologia, teoria critica ed ermeneutica: Jürgen Habermas, in Id., Storia del pensiero sociologico. Vol. III. I contemporanei, il Mulino, Bologna 2005, pp. 137–150.
- Ampola M., Corchia L., Dialogo su Jürgen Habermas. Le trasformazioni della modernità, Edizioni ETS, Pisa 2007, 2010.
- Conigliaro F., Proceduralità e trascendentalità in J. Habermas. Una tensione contemporanea e il suo significato antropologico, etico e politico, Giunti Editore, Firenze 2007.
- D'Arcais P.F., Le tentazioni della fede (undici tesi contro Habermas), in «MicroMega», 2007, pp. 3–13.
- Ceppa L., La sfida di Habermas tra Kant e Darwin, in «MicroMega», 6, 2008, pp. 63–79.
- Corchia L., La teoria della socializzazione di Jürgen Habermas, Edizioni ETS, Pisa 2009.
- Giacomantonio, F., Introduzione al pensiero politico di Habermas. Il dialogo della ragione dilagante, Mimesis Edizioni, Milano, 2010.
- De Simone A., Passaggio per Francoforte. Attraverso Habermas, Morlacchi editore, Perugia 2010.
- De Angelis G., Verso una società razionale: il pensiero di Jürgen Habermas, Luiss University Press, Roma 2012.
- Seminario di Teoria Critica - Marina Calloni, Lucio Cortella, Alessandro Ferrara, Virginio Marzocchi, Stefano Petrucciani, Walter Privitera, Genealogia del pensiero post-metafisico. Riflessioni su Una storia della filosofia di Habermas. Con una Postfazione di Jürgen Habermas, Mimesis, Milano, 2023.